# Desmos (калькулятор)
Desmos — графический калькулятор, реализованный как приложение для браузера и мобильное приложение на языке JavaScript. К сентябрю 2012 года он получил около 1 000 000 долларов США от Kapor Capital, Learn Capital, Kindler Capital, Elm Street Ventures и Google Ventures. В дополнение к графическому изображению как уравнений, так и неравенств в нём также есть списки, графики, регрессии, интерактивные переменные, ограничение графа, одновременное графическое отображение, кусочное графическое отображение функций, графическое изображение полярных функций, два типа графических сеток — среди других вычислительных функций, обычно встречающихся в программируемых калькуляторах. Он также может использоваться на нескольких языках.
Пользователи могут создавать учетные записи и тем самым сохранять графики, которые они создали. Затем может генерироваться постоянная ссылка, которая позволяет пользователям делиться своими графиками. Устройство поставляется с заранее запрограммированными 35 различными графиками для обучения новых пользователей обращению с устройством и  математике, с этим связанной.
Модифицированная версия калькулятора может использоваться в стандартизированных тестах, таких как тест штата Техас по оценке академической готовности. Кроме того, модули активности для учебных групп также могут быть созданы с помощью учетной записи учителя.